# Weenatoren
De Weenatoren (bijnaam: Peperbus) is een combinatiegebouw aan het Weena in Rotterdam dat werd opgeleverd in 1990. Met een hoogte van 106,2 meter was het op het moment van realisatie het hoogste woongebouw van Rotterdam. Het gebouw telt 31 verdiepingen, 13 met kantoren en 18 met woningen. Per verdieping zijn er vier woningen. De eerste twee lagen zijn voor de entree van de kantoren en de woningen en de bergingen van de woningen. De hoofdvorm van het gebouw bestaat uit een cirkel en een rechthoek.
Het project heeft een heel lange voorbereidingstijd gehad. Een eerder voorstel van architect Klunder, had de bijnaam de Ponskaart, vanwege het gevelbeeld met de verspringende raamopeningen.

## Fotogalerij

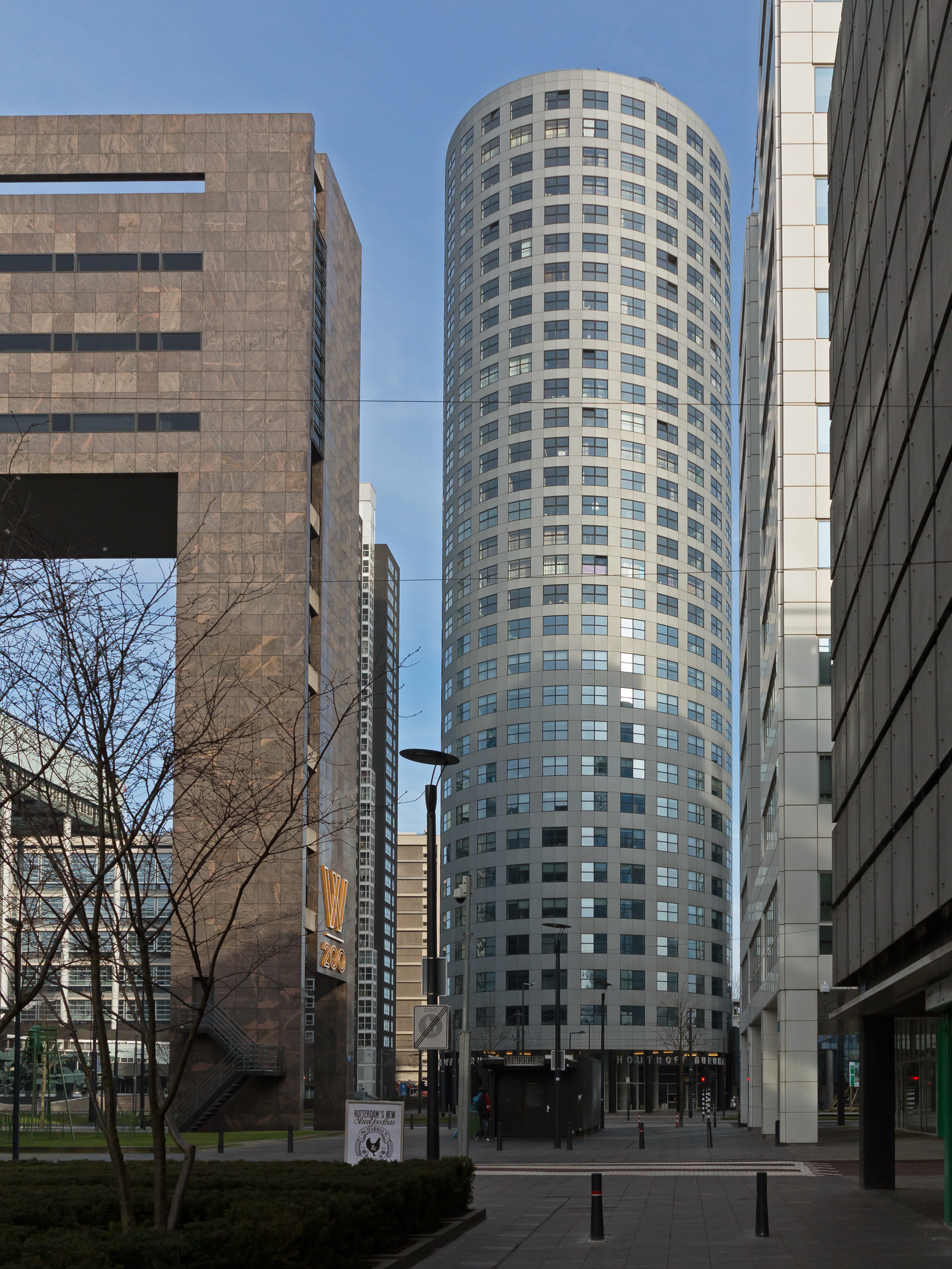
De Weenatoren
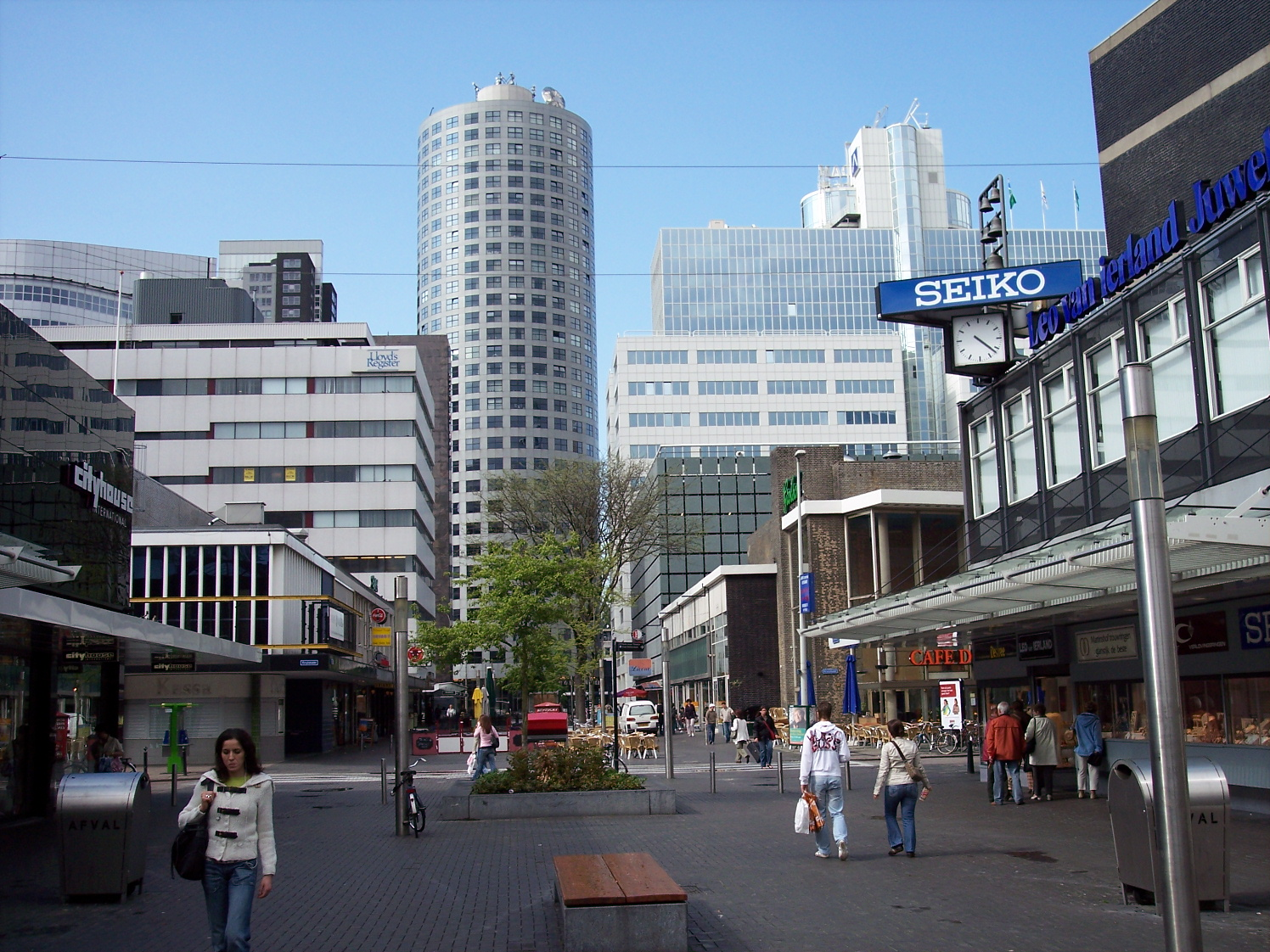
De Weenatoren gezien vanaf de Lijnbaan